# هيساشي
هيساشي (باليابانية: HISASHI؛ بالكانا: トノ) هو عازف قيثارة ياباني، ولد في 2 فبراير 1972 في هيروساكي في اليابان.

## وصلات خارجية
- هيساشي على موقع ميوزك برينز (الإنجليزية)
- هيساشي على موقع ميوزك برينز (الإنجليزية)